# Climat de l'Inde

Dates du début de la mousson estivale en Inde (couleurs). Vents dominants (flèches) durant les moussons estivales et hivernales

Le climat de l'Inde est très varié du fait la taille géographique du pays, de la topographie allant de zone maritime à la haute montagne. Il est par conséquent très difficile de généraliser, cependant on dénombre officiellement quatre saisons, l'hiver de janvier à février, l'été de mars à mai, la mousson ou saison des pluies de juin à septembre, et après la période post-mousson ou automne d'octobre à décembre.
La géographie et la géologie particulière de l'Inde ont une grande influence sur son climat, ceci est particulièrement vrai pour l'Himalaya au nord et pour le désert du Thar au nord-ouest. L'Himalaya forme un obstacle aux vents glaciaux qui déferlent dans le bas de l'Asie centrale. Ainsi, le climat hivernal de l'Inde du Nord reste très doux, tandis que les étés sont relativement chauds, ce qui fait que le nord du pays est considéré comme étant en zone tropicale bien que le pays s'étende au-delà du tropique du cancer, limite marquant habituellement la limite entre les zones tropicale et tempérées.
En se basant sur la classification de Köppen il est possible de distinguer sept grands sous-types de systèmes climatiques qui forment des biotopes de déserts à l'ouest, de la pelouse alpine, des toundras et des zones glaciaires au nord, des régions tropicales humides du nord est, du sud-ouest, des côtes et des îles. De nombreuses régions ont des microclimats marqués.
Comme dans la plupart des zones tropicales, les moussons et d'autres phénomènes météorologiques comme de grandes sécheresses, des inondations, des cyclones tropicaux, sont sporadiques. Elles entraînent du fait de la grande concentration des populations des catastrophes humanitaires souvent importantes. En outre le réchauffement climatique semble affecter cette zone d'une façon très particulière, risquant de menacer la biodiversité d'une manière importante. Tous ces facteurs font que la climatologie et l'avenir du climat pour l'Inde, sont d'une importance majeure.

## Histoire du climat

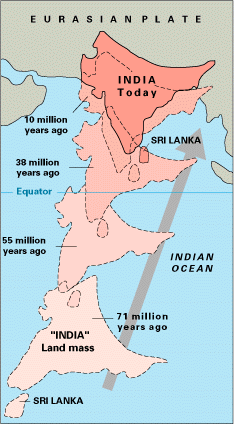
dérive continentale de la plaque indienne de Madagascar à la plaque eurasienne formant ainsi l'Himalaya.

À la fin du Permien, il y a 260 à 251 Ma, le sous-continent indien faisait partie intégrante de la Pangée. Cette zone était alors située à une latitude comprise entre 55 et 75° de latitude sud, au nord de la zone qui allait former la plaque antarctique. Elle bénéficiait probablement alors d'un climat analogue à celui du Groenland actuel. Plus tard, à partir de 250 à 200 Ma, la plaque indienne a rejoint le sud du supercontinent Gondwana puis est remontée vers le nord, retrouvant un climat tropical humide favorable au développement d'une biomasse importante. Il en résulte que l'Inde dispose aujourd'hui d'une importante réserve de charbon, estimée comme étant la quatrième mondiale, formée du Mésozoïque au Paléozoïque.
La température sur le continent au Mésozoïque devait même être plus chaude que la température actuelle mais cette zone a également connu des périodes de refroidissement comme le Carbonifère conduisant certaines parties du monde sous les glaces.
Lors de son mouvement tectonique vers le nord, la plaque indienne est passée sur le point chaud de La Réunion, recueillant ainsi de fortes quantités de coulée de basalte qui forment aujourd'hui les trapps du Deccan vers 60 à 68 Ma, à la fin du Crétacé,. Cet évènement pourrait avoir causé des événements climatologiques à répercussions mondiales comme des pluies acides, un refroidissement dû aux gaz soufrés et à la présence de particules dans la haute atmosphère, et être en fin de compte la cause de l'extinction du Crétacé.
Vers 20 Ma, le climat change de nouveau, lorsque la plaque indienne heurte le continent Laurasia, causant ainsi la disparition de nombreuses formes de vie endémique. La formation de l'Himalaya entraîne la fin des hivers froids en stoppant les vents provenant d'Asie centrale.

## Régions climatiques et saisons

### Régions climatiques
|                             |                                                     |                                                     |
| Température moyenne en Inde | Zone climatique suivant la classification de Köppen | Zone climatique suivant la classification de Köppen |
| - moins de 20,0 °C          | - Climat alpin                                      | E (ETh)                                             |
| - 20,0–22,5 °C              | - Climat subtropical humide                         | C (Cfa)                                             |
| - 22,5–25,0 °C              | - Climat tropical sec                               | A (Aw)                                              |
| - 25,0–27,5 °C              | - Climat tropical humide                            | A (Am)                                              |
| - plus de 27,5 °C           | - Climat semi-aride                                 | B (BSh)                                             |
|                             | - Climat désertique                                 | B (BWh)                                             |

L'Inde dispose d'une impressionnante variété de régions climatiques, allant du climat tropical dans le sud à tempéré et alpin au nord, dans les contreforts de l'Himalaya qui reçoit de fortes chutes de neige.
Le climat de l'Inde est fortement influencé par deux régions de l'Inde, le désert du Thar et l'Himalaya. Les zones de haute de montagne, le long de l'Hindu Kush du Pakistan à l'Himalaya empêchent les vents catabatiques froids et secs venus de l'Asie centrale ce qui maintient, en hiver, dans le nord du pays, un climat doux en comparaison avec d'autres zones de la planète de même latitude. Simultanément le désert du Thar joue un rôle d'attracteur d'humidité durant la saison de la mousson, entre juin et octobre, permettant à cette région nord-centrale de l'Inde d'être verte,. Quatre types climatiques prédominent, sur les sept zones classiquement définies dans la classification de Köppen. Elles sont définies en se basant sur la température et les précipitations. Ces zones regroupent le Climat subtropical humide, la Mousson, le climat tropical de savanes, le climat des steppes semi-arides, le Climat désertique, le climat alpin.

### Saisons
Le Service météorologique indien reconnaît officiellement quatre saisons.
- L'hiver, de janvier à mars. Les mois de l'année les plus froids sont décembre et janvier, la température moyenne est alors autour de 10 à 15 °C au nord-ouest mais les moyennes augmentent en direction de l'équateur allant jusqu'à 20 à 25 °C au sud-est.
- L'été ou la pré-mousson dure de mars à juin (ou d'avril à juillet dans le nord-ouest de l'Inde). Dans l'ouest et le sud du pays, le mois le plus chaud est avril alors que c'est mai pour les régions du nord. Les températures moyennes se situent autour de 32 à 40 °C à l'intérieur du pays.
- La mousson ou la saison des pluies dure de juin à septembre. La saison est marquée par les pluies du sud-ouest qui tombent à partir de la fin mai ou du début juin. Les pluies de mousson commencent à s'interrompre au nord de l'Inde au début d'Octobre.
- la post-mousson ou retrait des moussons dure d'octobre à décembre. C'est le sud de l'Inde qui reçoit habituellement le plus de précipitations. Au nord-ouest de l'Inde, les mois d'octobre et novembre sont généralement sans nuages.

Les états himalayens, plus tempérés, disposent d'un automne et d'un printemps. Aussi traditionnellement le calendrier hindou identifie six saisons appelées Ritu décrites dans le célèbre poème Ritu Samhaaram. Chacune des saisons est longue de deux mois. La période astronomique annuelle étant de douze mois commence en décembre.
| Saison                         | Nom en sanskrit | Mois indiens            |
| ------------------------------ | --------------- | ----------------------- |
| la fin de l'automne, pré-hiver | hemanta         | margashiirSha et pouSha |
| l'hiver                        | śiśira          | maagha à phalguna       |
| Le printemps                   | vasanta         | chaitra à vaishaakha    |
| L'été                          | grīṣma          | jyeShTha à aashaaDha    |
| La saison des moussons         | varṣā           | shraavaNa à bhaadrapada |
| début de l'automne             | śarada          | aashviiyuja à kaartika  |

## Quelques exemples de climats indiens

### Climat désertique
| Mois                              | jan. | fév. | mars | avril | mai | juin | jui. | août | sep. | oct. | nov. | déc. | année |
| --------------------------------- | ---- | ---- | ---- | ----- | --- | ---- | ---- | ---- | ---- | ---- | ---- | ---- | ----- |
| Température minimale moyenne (°C) | 6    | 9    | 14   | 22,1  | 27  | 29   | 17   | 26,8 | 25   | 20   | 13   | 7    | 18,7  |
| Température maximale moyenne (°C) | 23   | 26   | 31   | 29    | 41  | 47   | 39   | 35   | 39   | 37   | 30   | 25   | 28    |
| Précipitations (mm)               | 5    | 7    | 10   | 7     | 31  | 46   | 106  | 71   | 34   | 4    | 3    | 1    | 325   |

### Climat alpin
| Mois                              | jan. | fév. | mars | avril | mai  | juin | jui. | août | sep. | oct. | nov. | déc. | année |
| --------------------------------- | ---- | ---- | ---- | ----- | ---- | ---- | ---- | ---- | ---- | ---- | ---- | ---- | ----- |
| Température minimale moyenne (°C) | −2   | −0,7 | 3,4  | 7,9   | 10,8 | 14,9 | 18,1 | 17,5 | 12,1 | 5,8  | 0,9  | −1,5 | 7,3   |
| Température maximale moyenne (°C) | 7    | 8,2  | 14,1 | 20,5  | 24,5 | 29,6 | 30,1 | 29,6 | 27,4 | 22,4 | 15,1 | 8,2  | 19,7  |
| Précipitations (mm)               | 48   | 68   | 121  | 85    | 68   | 39   | 62   | 76   | 28   | 33   | 28   | 54   | 710   |

### Climat tropical humide
| Mois                              | jan. | fév. | mars | avril | mai  | juin | jui. | août | sep. | oct. | nov. | déc. | année |
| --------------------------------- | ---- | ---- | ---- | ----- | ---- | ---- | ---- | ---- | ---- | ---- | ---- | ---- | ----- |
| Température minimale moyenne (°C) | 22   | 23,4 | 25   | 26,1  | 25,8 | 24   | 23,5 | 23,5 | 24   | 24   | 23,6 | 22,7 | 24    |
| Température maximale moyenne (°C) | 31,6 | 32   | 32,7 | 33,1  | 32,4 | 29,4 | 28,4 | 28,3 | 29,5 | 30,6 | 31,3 | 31,6 | 30,9  |
| Précipitations (mm)               | 2    | 2    | 11   | 84    | 242  | 815  | 770  | 472  | 238  | 230  | 172  | 25   | 3 063 |

## Dérèglement climatique

### Aléas climatiques

#### Inondations
Les inondations sont les catastrophes les plus fréquentes. Pendant la mousson, d'importantes précipitations provoquent des crues, parfois majeures ; le fleuve Brahmapoutre est fréquemment sujet à de très longues crues à cette occasion. Ces inondations font de nombreuses victimes et dégâts dans bien des régions du pays, seuls quelques états étant épargnés. Par ailleurs, le printemps et l'été sont marqués par des vagues de chaleur, provoquant parfois de nombreux décès (plus de 2 000 personnes tuées en 2015). Avec le réchauffement climatique, ces épisodes de chaleur mortelles risquent de rendre certains territoires inhabitables d'ici 2100.

#### Sécheresses et vagues de chaleur
Les régions touchées par des sécheresses régulières sont le sud du Maharashtra, le nord du Karnataka, l'Andhra Pradesh, l'Orissa, le Gujarat et le Rajasthan. Certaines d'entre elles ont par le passé été le théâtre de grandes famines.
L'Inde est régulièrement touchée par des vagues de chaleur : 2015, 2019, 2021... De 2010 au 1er juillet 2021, les intenses vagues de chaleur que connaît le deuxième pays le plus peuplé du monde ont fait plus de 6 500 morts.

#### Orages, tempêtes et cyclones
Les cyclones tropicaux, quant à eux, affectent des milliers d'habitants sur le littoral indien. Ils peuvent être intenses, accompagnés d'importantes précipitations et désorganisent gravement les zones touchées.
Dans le nord de l'Inde, au cours des mois d'été, des tempêtes de sable causent de considérables dommages matériels. Ces tempêtes entraînent de grandes quantités de poussière depuis les régions arides du pays.
Enfin, la grêle n'est pas rare dans certaines régions de l'Inde et peut être dévastatrice pour les récoltes.

## Sources
- (en) JH Chang, « The Indian Summer Monsoon », Geographical Review, vol. 57, no 3,‎ 1967, p. 373–396
- (en) James Heitzman et Robert L. Worden, India: A Country Study, Washington, D.C., Library of Congress, coll. « Area Handbook Series », 1996, 850 p. (ISBN 0-8444-0833-6, lire en ligne)
- (en) N Iwata, « Geochronological study of the Deccan volcanism by the 40Ar-39Ar method », University of Tokyo (Ph.D. thesis),‎ 1997 (DOI 10.1046/j.1440-1738.2001.00290.x)
- (en) KP Karanth, « Out-of-India Gondwanan origin of some tropical Asian biota », Current Science, vol. 90, no 6,‎ mars 2006, p. 789–792 (lire en ligne)
- (en) Carl A. Posey, The Living Earth Book of Wind and Weather, Pleasantville, N.Y., Reader's Digest Association, 1994, 224 p. (ISBN 0-89577-625-1)
- (en) NM Chumakov et MA Zharkov, « Climate of the Late Permian and Early Triassic: General Inferences », Stratigraphy and Geological Correlation, vol. 11, no 4,‎ 2003, p. 361–375 (lire en ligne)

### Généralités
- (en) « Country Guide: India »(Archive.org • Wikiwix • Archive.is • Google • Que faire ?), BBC Weather
- (en) « India—Weather and Climate », High Commission of India, London
- (en)* Calendrier traditionnel Hindou
- (en) Varun Sivaram, « Can India Save the Warming Planet? Energy decisions that India makes in the next few years could profoundly affect how hot the planet becomes this century », sur Scientific American, mai 2017 (consulté le 27 avril 2017).

### Carte image et statistiques
- (en) « India Meteorological Department », Government of India
- (en) « Weather Resource System for India », National Informatics Centre